# Parachrysopiella talquensis
Parachrysopiella talquensis is een insect uit de familie van de gaasvliegen (Chrysopidae), die tot de orde netvleugeligen (Neuroptera) behoort. 
Parachrysopiella talquensis is voor het eerst wetenschappelijk beschreven door Penny in 1996.